# Береговой (Нязепетровский район)
Береговой — упразднённый посёлок в Нязепетровском районе Челябинской области России. Входил в состав Кургинского сельсовета. Исключен из учётных данных в 1987 году.

## География
Располагался на правом берегу реки Уфа, на расстоянии примерно 2 км по прямой к северо-западу от деревни Курга.

## История
По данным на 1926 год заимка Пономарева состояла из 7 хозяйств. В административном отношении входила в состав Нязепетровского сельсовета Нязепетровского района Свердловского округа Уральской области.
По данным на 1970 год входил в состав Кургинского сельсовета. В нём размещалось бригада Кургингского отделения совхоза «Шемахинский».
Исключен из учётных данных решением Челябинского облисполкома от 17 марта 1987 года № 134.

## Население
| 1970 | 1977 | 1983 |
| ---- | ---- | ---- |
| 77   | ↘52  | ↘13  |

По переписи 1926 года на заимке проживало 26 человек (10 мужчин и 16 женщин), в том числе русские составляли 100 % населения.